# Mensagem a Grass Roots

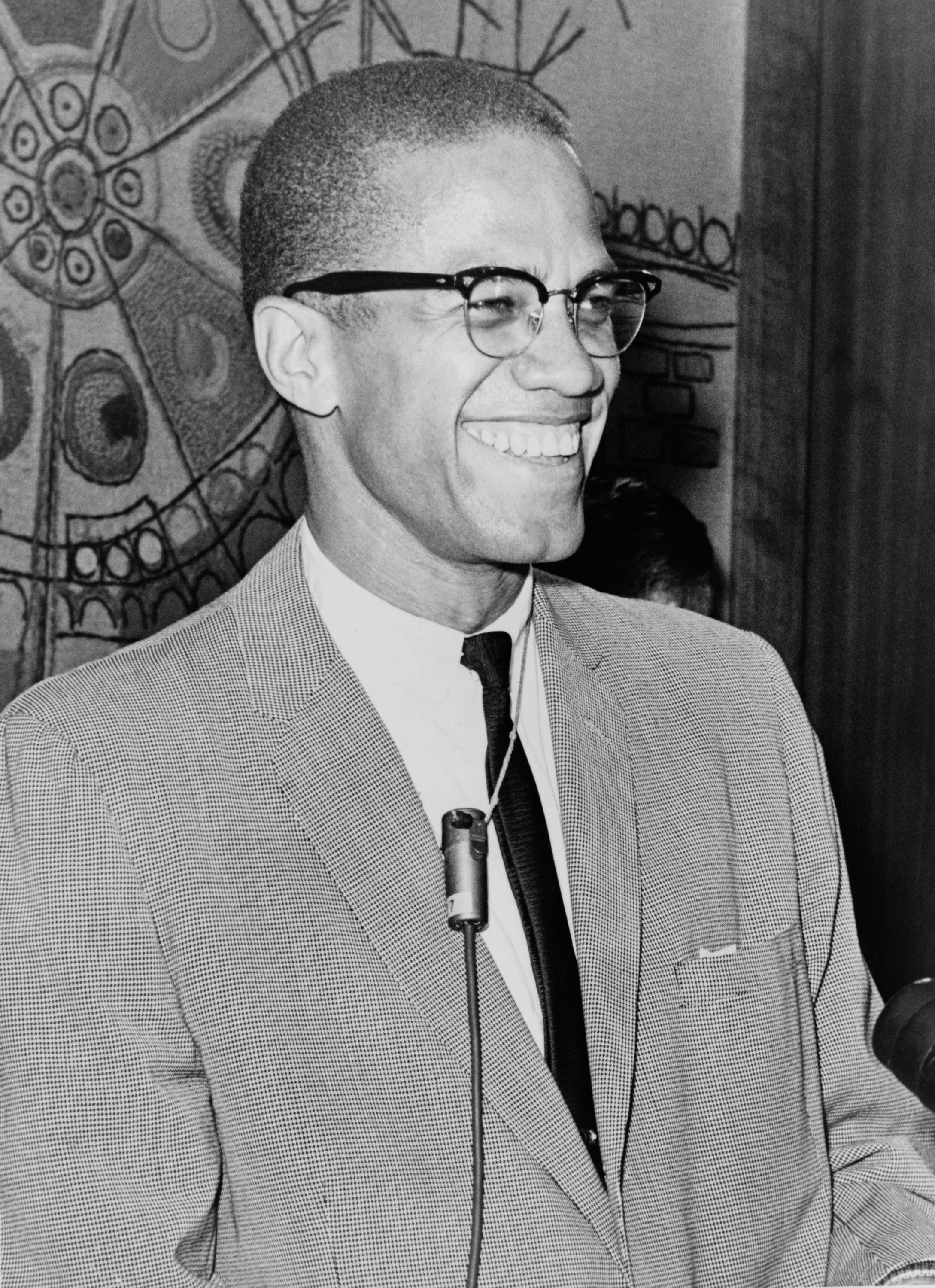
Malcolm X

A mensagem a Grass Roots foi uma preleção proferida pelo ativista negro muçulmano estadunidense Malcolm X, proferida em 10 de novembro de 1963 durante a Northern Negro Grass Roots Leadership Conference, na Igreja Batista Rei Salomão de Detroit, Michigan.
Nesta fala, Malcolm descreve a diferença entre a "revolução Black" e a "revolução do Negro", acentuando o contraste entre o "negro da casa" e o "negro do campo" durante a escravidão africana e nos tempos contemporâneos, criticando a Marcha sobre Washington daquele ano.
A preleção a Gross Rooth ficou ranqueada em 91º lugar dentre os 100 maiores discursos estadunidenses do século XX, numa pesquisa feita entre 137 estudiosos do país.

## O discurso
A seguir uma síntese da preleção de Malcolm X. Para isto, convencionou-se - apesar de não existir no português acepções equivalentes aos termos - traduzir Black, por preto, mantendo-se a grafia para Negro. No contexto da fala, Malcolm utiliza-se do termo "Black" para referir-se aos negros da África - e "Negro", para os afro-descendentes dos Estados Unidos.

### Um inimigo comum
Malcolm X começou seu discurso enfatizando a experiência comum de todos os afro-americanos, independente de suas convicções religiosas ou políticas:
"O que você e eu precisamos fazer é aprendermos a esquecer nossas diferenças. Quando nos reunimos, não estamos a nos juntar como batistas ou metodistas. Você não irá para o inferno por ser um batista, e você não irá para o inferno porque é metodista. Você não irá para o inferno por ser batista ou metodista. Você não irá para o inferno por ser democrata ou republicano. Você não irá para o inferno por ser um maçom ou um alce, e certamente você não irá para o inferno porque é americano; porque se você é americano, você não irá para o inferno. Você vai para o inferno porque você é um homem negro. Você vai para o inferno, todos nós vamos para o inferno, por essa mesma razão."
Não só os negros americanos compartilham a experiência comum, continuou Malcolm, eles também compartilham um inimigo comum: as pessoas brancas. Ele então frisou que todos precisavam se unir tendo por base enfrentar esse inimigo comum que compartilhavam.
Malcolm X lembrou a Conferência de Bandung de 1955, onde representantes das nações africanas e asiáticas se reuniram para debater sobre o seu inimigo comum: os europeus. Ele disse que, assim como os países colocaram de lado suas diferenças em Bandung, também os negros estadunidenses precisavam superar suas diferenças, e se unirem.

### A revolução preta e a revolução do negro[nota 3]
Em seguida Malcolm X faz uma distinção entre as revoluções preta e a do negro. Segundo ele as pessoas negras usavam frequentemente a palavra "revolução" de modo livre, sem atentar para as suas implicações. Ressaltou que as revoluções estadunidense, francesa, russa e chinesa foram feitas por pessoas preocupadas com a questão da terra, e todas as quatro envolveram derramamento de sangue. Então disse que na África estavam ocorrendo revoluções "pretas", também envolvendo a terra e sangue.
Em contraposição, ele critica que a revolução do negro nos Estados Unidos está sendo feita de modo não-violento:
"Vocês não terão uma revolução pacífica. Vocês não terão uma revolução "ofereça-a-outra-face". Não existe uma coisa como uma revolução não-violenta. A única forma de revolução não-violenta é a revolução do negro. A única revolução que prega o amor ao inimigo é a revolução do negro... Revolução é sangrenta, revolução é hostil, revolução não reconhece compromissos, revolução inverte a ordem e destrói tudo que fica no seu caminho. E vocês, sentados aqui como um tijolo no muro, dizendo "Eu vou amar essas pessoas, não importa o quanto elas me odeiam". Não, vocês precisam de uma revolução. Quem já ouviu falar numa revolução em que se cruzam os braços, cantando "We Shall Overcome"? Você não faz isso em uma revolução. Você não faz nenhuma canção, pois está muito ocupado para isso. Ela se baseia em terra. Um revolucionário quer terra para que possa criar a sua própria nação, uma nação independente. Esses negros não estão reivindicando nenhuma nação, eles estão tentando rastejar de volta para a plantation."

### O negro da casa e o negro do campo[nota 5]
Malcolm X falou sobre os dois tipos de africanos escravizados: o "negro da casa" e o "negro do campo". O negro da casa vivia na morada de seu proprietário, era bem vestido, e comia bem. Ele amava seu dono, tanto quanto seu dono amava a si próprio, e ele se identificava com seu proprietário. Se seu dono adoecia, o negro da casa perguntava: "Estamos doentes?" Se alguém sugerisse ao negro da casa que escapasse da servidão, ele se recusaria, perguntando onde ele poderia ter uma vida melhor do que aquela?
E assim descreveu o negro do campo, que disse ser a maioria dos escravos que trabalhavam nas plantations: era o negro que morava num barraco, usava roupas rasgadas, e comia restos. Ele odiava o seu proprietário. Se a casa do seu dono pegasse fogo, ele rezava para ter vento. Se o proprietário ficava doente, o negro do campo orava para que morresse. Se alguém lhe sugerisse a fuga, ele escaparia no mesmo instante.
Malcolm declarou que ainda existem negros da casa e negros do campo. O moderno negro da casa, disse, procurava sempre viver ou trabalhar entre as pessoas brancas, e se vangloria de ser o único afro-estadunidense do seu bairro ou de seu trabalho. E as massas negras eram os modernos negros do campo, e descreveu a si mesmo como um deles.

### A Marcha sobre Washington
Finalmente, Malcolm falou sobre a Marcha sobre Washington, ocorrida em 28 de agosto de 1963. Ele disse que a força real por detrás da Marcha era a massa de afro-americanos, que estava furiosa e ameaçava marchar sobre a Casa Branca e o Capitólio. Disse, ainda, que houve ameças de interromper o tráfego nas ruas da capital e em seu aeroporto. Ele descreveu aquele ato como sendo parte da "revolução preta".
Disse que o Presidente Kennedy chamou os Big Six (Seis Grandes) líderes dos direitos civis e lhes ordenou que parassem a Marcha, mas eles disseram que não podiam. "Chefe, eu não posso pará-la, porque eu não a comecei. Eu não sou, sequer, o cabeça deles". Segundo Malcolm, Kennedy então providenciou para que os líderes dos direitos civis fossem transformados nos dirigentes da Marcha, organizando doadores e relações públicas para eles. Como resultado, a Marcha sobre Washington perdeu a sua militância e se transformou num circo.
"Eles mantinham tudo sob rígido controle, eles diziam quanto tempo os negros tinham para ficar na cidade, onde chegar, onde parar, quais símbolos carregar, qual canção entoar, quais as palavras podiam dizer e quais as palavras não podiam dizer e, em seguida, disseram-lhes para saírem da cidade ao pôr-do-sol. E todos aqueles Toms estavam fora da cidade ao cair do Sol."

## Análises

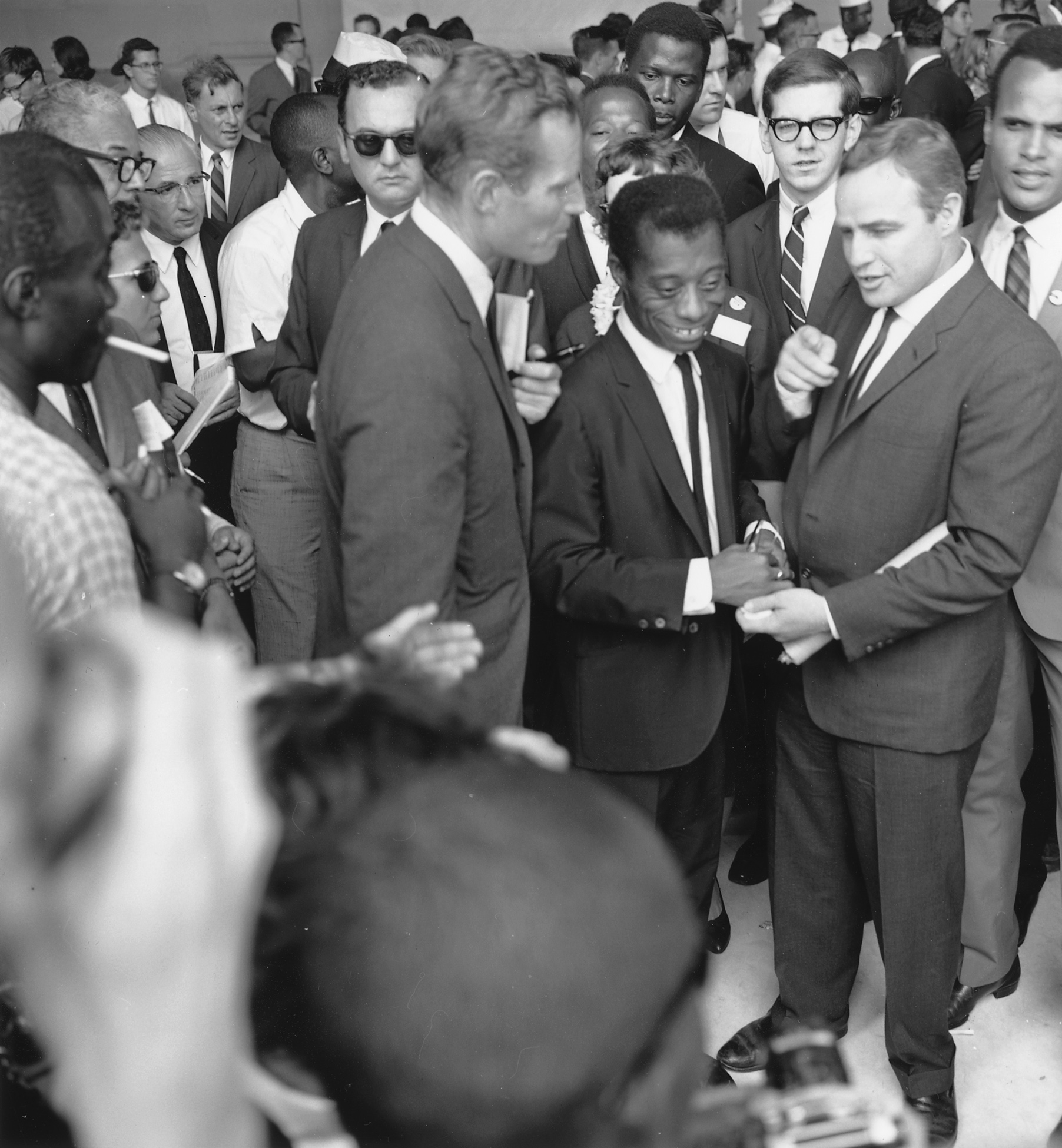
Baldwin, ao centro, entre Charlton Heston e Marlon Brando, durante a Marcha sobre Washington.

"Messagem a Grass Roots" foi um dos últimos discursos de Malcolm X como membro da Nation of Islam. Poucas semanas após proferir esse discurso, Elijah Muhammad, líder da Nação, ordenou o silêncio a Malcolm em razão dos seus comentários a respeito do assassinato do Presidente Kennedy. Em 8 de março de 1964 Malcolm X anunciou seu rompimento com a instituição muçulmana.
De certa forma, a "Mensagem" pode ser vista como um sinal da ruptura iminente entre Malcolm X e a Nação do Islã. Nela ele não fala como um ministro muçulmano, mas como um líder das massas negras. Gloria Richardson, que estava presente, mais tarde lembrou-se: "Foi ali que eu realmente fiquei curiosa para saber quando ele iria romper com eles [a Nação do Islã]
"Messagem a Grass Roots" foi o mais "político" dos discursos de Malcolm X até aquela data. O cunho político foi bem além das mensagens religiosas ensinadas pela Nação do Islã.
Alguns dos temas abordados ali eram familiares. A distinção entre a "revolução Black" e a "revolução do Negro", e entre o "negro da casa" e o "negro do campo", tornaram-se características comuns em seus discursos. Os brancos forçaram o político John Lewis a reescrever seu discurso, porque este fora considerado ofensivo à administração Kennedy, e James Baldwin não foi autorizado a falar, pelo receio do que pudesse dizer.

## Uso político
Em 2008, logo após a eleição de Barack Obama, primeiro presidente afro-americano, a Al-Qaeda divulgou um vídeo que incluía uma declaração de Ayman al-Zawahiri, que chamava Obama de "negro da casa", que contrastava com os "honrosos negros americanos", como Malcolm X.

## Trechos marcantes
"É como quando você tem um café que é muito preto, o que significa que ele é muito forte. O que você faz? Você irá misturá-lo com creme de leite, para torná-lo fraco. Se você derramar muito creme, você nem irá reparar que ali há café. É usado por ser forte, mas acaba sendo fraco." - Malcolm X.